# Denkmal des Hannoverschen Ingenieur Corps und des Hannoverschen Pionier-Bataillons No. 10
Das Denkmal des Hannoverschen Ingenieur Corps und des Hannoverschen Pionier-Bataillons No. 10 in der ostwestfälischen Stadt Minden in Nordrhein-Westfalen ist ein Kriegerdenkmal auf dem Gelände der Herzog-von-Braunschweig-Kaserne. Es ist unter der Nr. 289 in der Denkmalliste der Stadt Minden eingetragen.

## Geschichte
Das Denkmal wurde 1904 von ehemaligen Angehörigen des Ingenieur-Corps der Königlich Deutschen Legion und des Hannoverschen Pionier-Bataillons No. 10 gestiftet und ist den – deutschen – „gefallenen Kameraden“ sowohl der Befreiungskriege gegen die Truppen von Napoleon Bonaparte im Jahr 1813 gewidmet als auch den gefallenen Pionieren des Deutsch-Französischen Krieges der Jahre 1870 bis 1871.
Das etwa 3,50 Meter hohe Denkmal besteht aus einem gestuften Sockel mit Inschriften, über denen ein säulenähnlicher Obelisk aus Sandstein Symbole für ein Eisernes Kreuz über Eichenlaub zeigt.
Das am 21. April 1904 eingeweihte Denkmal war ursprünglich an der Pionierkaserne in der Pionierstraße in Minden aufgestellt worden. 1980 wurde es an seinen heutigen Standort transloziert.

## Inschriften

### Für die Befreiungskriege
Peninsula-Waterloo

Ingenieur-Corps der Königl. Deutschen Legion und der 1813 neu gebildeten hannoverschen Truppen. Es starb den Heldentod
Darunter findet sich der Name des am 14. August 1813 bei Dannenberg gefallenen Kapitäns „SCHAEFER“.

### Für den Deutsch-Französischen Krieg
Den für das Vaterland gefallenen Kameraden gewidmet von ehem. Angehörigen des Hannov. Ingenieur Corps und des Hannov. Pionier-Batl. No. 10

21.04.1904

Talavera, Torres Vedras, Waterloo, Mars-la-Tour, Strassburg, Schlettstadt, Metz, Beaune-la Rolande, Le Mans, Belfort